# هرنان تولدو
هرنان تولدو (انگلیسی: Hernán Toledo؛ زادهٔ ۱۷ ژانویهٔ ۱۹۹۶) بازیکن فوتبال اهل آرژانتین است که در پست وینگر به صورت قرضی از دپورتیوو مالدونادو برای استودیانتس بازی می‌کند.